# Conceição Geremias
Conceição Aparecida Geremias (Campinas, 23 de julho de 1956) é uma atleta brasileira, especialista em heptatlo.
Tornou-se um dos maiores nomes do atletismo feminino do Brasil ao conquistar a medalha de ouro nos Jogos Pan-Americanos de 1983 em Caracas, vencendo o heptatlo com 6.017 pontos, recorde sul-americano.
Integrante da seleção brasileira de atletismo, e detentora da segunda medalha de ouro da história brasileira em Jogos Pan-Americanos, Conceição Geremias terminou em quinto no pentatlo nos Jogos Pan-Americanos de 1975, e também conquistou vários títulos internacionais durante sua carreira, sendo recordista em 13 modalidades.
Considerada uma das melhores atletas de heptatlo, foi a primeira brasileira na história a ganhar a medalha de ouro no heptatlo, mantendo seu recorde sul-americano por 25 anos, que foi batido nas Olimpíadas de 2008 em Pequim, por Lucimara Silvestre, marcando 6.133 pontos.
Graduada em educação física pela Pontifícia Universidade Católica de Campinas (1985 – 1988), é presidente da Associação Cultural e Esportiva Campeã (ACECAMP), e atua como coordenadora de esporte e lazer; é técnica de atletismo de equipes; palestrante em congressos esportivos e consultora esportiva.
Acredita que todo atleta depois de realizar o sonho de participar de um pan-americano e/ou Olimpíadas, deve se esforçar para repassar seus conhecimentos para os mais novos e assim trazer um número cada vez maior de adolescentes para o esporte.
Atualmente participa de torneios brasileiros, sul-americanos e mundiais de atletismo na categoria master.

## Inicio
Nascida no interior do estado de São Paulo, é a sexta filha em uma família com oito irmãos. Desde a infância as brincadeiras que mais a atraiam eram ligadas ao atletismo, como apostar corrida, pular córregos, transpor obstáculos, sempre desafiando amigos e irmãos para ver quem chegava mais rápido.
Ajudava seus pais na lavoura, com colheita de arroz, feijão e plantio dos alimentos para consumo próprio, além de cuidar de cavalos, porcos e galinhas.
Já na 5ª série do ginásio se destacava nas atividades desenvolvidas nas aulas de Educação Física, optando pelo atletismo ao participar dos Jogos Escolares, pois era um esporte individual do qual só dependia dela a vitória.
Nos Jogos Escolares ganhou os 50 metros rasos, o salto em altura, o salto em distância e conquistou o segundo lugar no arremesso de peso.
Após os jogos foi convidada para treinar na equipe de Campinas, com atletas já consagrados (Odete Domingos e Elizabete Candido), aceitou o convite e desde então não parou mais de competir.
Encontrou no atletismo a oportunidade de sair da fazenda, conhecer o mundo, estudar nas melhores escolas e universidades e oferecer melhores condições à família.

## Carreira
A atleta teve a vida no esporte marcada pela persistência, onde o atletismo se tornou uma alternativa de vida, que agarrou com todas as forças.
Conceição começou sua carreira de atleta profissional em 1970, integrando a equipe de atletismo da 1ª CCE – Comissão Central de Esporte. Começou a competir na seleção adulta quando ainda tinha 14 anos, idade para disputar pela seleção infantil.
Seu primeiro treinador foi o atleta olímpico Argemiro Roque, o primeiro a enxergar nela o talento para ao atletismo. Na atualidade sua treinadora é Rita de Cássia, irmã da atleta, que se especializou em treinamento de alto rendimento para ajudá-la.
Já participou de três Olimpíadas: Moscou 1980, Los Angeles 1984 e Seul 1988. Participou também da  Copa Pan-Americana (1981); Jogos Pan-Americanos de 1983 em Caracas. É decacampeã Mundial Master (1995 a 2009 e 2013 a 2015) e participou de onze Jogos Sul-Americanos. Seu primeiro sul-americano disputado foi em Lima, no Peru, no ano de 1971.
Hoje Conceição compete na categoria master, em provas de arremesso de peso, salto triplo, salto em distância e 80 metros com barreira. Suas últimas conquistas foram no Campeonato Brasileiro de Atletismo Master, quando ficou em primeiro lugar no salto triplo, batendo seu antigo recorde de 9,10 m para 10,03 m, e no arremesso de peso (11,38 m).
Ao longo dos 44 anos como atleta, já participou de diferentes provas:
- 100m, 200m, 400m e 800m rasos;
- 80m, 100m e 400m com barreiras
- Salto em altura, triplo, com vara e em distância
- Arremesso de peso
- Lançamento de dardo
- Pentatlo
- Heptatlo
- Revezamentos 4x100m e 4x400m.

## Principais conquistas
- 1981

 - Copa Pan-americana – 400 m com barreiras – Caracas.
- 1983

 - Jogos Pan-americanos – Heptatlo – Caracas.
 - Campeã Ibero-Americana – 400 m com barreiras – Barcelona.
- 1995 - 2013

 - Campeã Mundial Master

## Resultados na carreira
| Ano  | Evento                                    | Local                       | Resultado           | Prova                                                                               | Marca                         |
| ---- | ----------------------------------------- | --------------------------- | ------------------- | ----------------------------------------------------------------------------------- | ----------------------------- |
| 1974 | Campeonato Sul-Americano                  | Santiago, Chile             | 1º lugar            | 100 m com barreiras                                                                 | —                             |
| 1974 | Campeonato Sul-Americano                  | Santiago, Chile             | 2º lugar            | Salto em distância                                                                  | —                             |
| 1974 | Campeonato Mundial Estudantil             | Florença, Itália            | 1º lugar            | 4x100 metros                                                                        | —                             |
| 1974 | Campeonato Mundial Estudantil             | Florença, Itália            | 1º lugar            | Salto em distância                                                                  | 6,17 metros                   |
| 1975 | Campeonato Sul-Americano                  | Rio de Janeiro, Brasil      | 1º lugar            | 100 metros                                                                          | —                             |
| 1975 | Campeonato Sul-Americano                  | Rio de Janeiro, Brasil      | 2º lugar            | Salto em distância                                                                  | —                             |
| 1975 | Campeonato Sul-Americano                  | Rio de Janeiro, Brasil      | 1º lugar            | 400 m com barreiras / Heptatlo                                                      | Recorde Sul-Americano Juvenil |
| 1975 | Jogos Pan-Americanos                      | Cidade do México, México    | 5º lugar            | Pentatlo                                                                            | —                             |
| 1977 | Campeonato Sul-Americano                  | Montevidéu, Uruguai         | 3º lugar            | Salto em distância                                                                  | —                             |
| 1977 | Campeonato Sul-Americano                  | Montevidéu, Uruguai         | 1º lugar            | Heptatlo                                                                            | —                             |
| 1979 | Campeonato Sul-Americano                  | Bucaramanga, Colômbia       | 2º lugar            | Salto em distância                                                                  | —                             |
| 1979 | Campeonato Sul-Americano                  | Bucaramanga, Colômbia       | 2º lugar            | Heptatlo                                                                            | —                             |
| 1980 | Troféu Brasil                             | São Paulo, Brasil           | 1º lugar            | 100 m com barreiras                                                                 | Recorde Sul-Americano Adulto  |
| 1980 | Jogos Olímpicos                           | Moscou, União Soviética     | 14º lugar           | Heptatlo                                                                            | —                             |
| 1981 | Copa Pan-Americana                        | Caracas, Venezuela          | 1º lugar            | 400 m com barreiras                                                                 | Recorde Sul-Americano Adulto  |
| 1981 | Campeonato Sul-Americano                  | La Paz, Bolívia             | 1º lugar            | Salto em distância / 400 m com barreiras                                            | —                             |
| 1983 | Campeonato Sul-Americano                  | Santa Fé, Argentina         | 1º lugar            | 400 m com barreiras / Heptatlo                                                      | —                             |
| 1983 | Troféu Barrientos                         | Havana, Cuba                | 1º lugar            | Heptatlo                                                                            | Recorde Sul-Americano Adulto  |
| 1983 | Jogos Pan-Americanos                      | Caracas, Venezuela          | 1º lugar            | Heptatlo                                                                            | 6017 pontos                   |
| 1983 | Campeonato Mundial                        | Helsinque, Finlândia        | DNF - Não completou | Heptatlo                                                                            | —                             |
| 1983 | Campeonato Ibero-Americano                | Barcelona, Espanha          | 1º lugar            | 400 m com barreiras                                                                 | —                             |
| 1984 | Jogos Olímpicos                           | Los Angeles, Estados Unidos | DNF - Não completou | Heptatlo                                                                            | —                             |
| 1984 | Jogos Olímpicos                           | Los Angeles, Estados Unidos | 18º lugar           | Salto em distância                                                                  | —                             |
| 1985 | Campeonato Sul-Americano                  | Santiago, Chile             | 1º lugar            | Salto em distância                                                                  | —                             |
| 1987 | Campeonato Sul-Americano                  | São Paulo, Brasil           | 1º lugar            | Heptatlo                                                                            | —                             |
| 1988 | Jogos Olímpicos                           | Seul, Coreia do Sul         | 22º lugar           | Heptatlo                                                                            | 5508 pontos                   |
| 1989 | Campeonato Sul-Americano                  | Medellín, Colômbia          | 1º lugar            | Heptatlo                                                                            | —                             |
| 1991 | Campeonato Sul-Americano                  | Manaus, Brasil              | 2º lugar            | Heptatlo                                                                            | —                             |
| 1993 | Campeonato Sul-Americano                  | Lima, Peru                  | 2º lugar            | Heptatlo                                                                            | —                             |
| 1995 | Campeonato Sul-Americano                  | Manaus, Brasil              | 2º lugar            | Salto com vara                                                                      | —                             |
| 1995 | Campeonato Sul-Americano                  | Manaus, Brasil              | 3º lugar            | Salto triplo                                                                        | —                             |
| 1995 | Campeonato Mundial Master                 | Miyazaki, Japão             | 1º lugar            | Salto triplo / Heptatlo / Salto em altura / Arremesso de peso / 100 m com barreiras | —                             |
| 1997 | Campeonato Mundial Master                 | Buffalo, Estados Unidos     | 1º lugar            | Salto triplo / Salto com vara / Heptatlo                                            | —                             |
| 1999 | Campeonato Mundial Master                 | Durban, África do Sul       | 1º lugar            | Salto triplo / Salto com vara / Heptatlo                                            | —                             |
| 2003 | Campeonato Mundial Master                 | Carolina, Porto Rico        | 1º lugar            | Salto triplo / Heptatlo                                                             | —                             |
| 2005 | Campeonato Mundial Master                 | San Sebastian, Espanha      | 1º lugar            | Salto triplo / Heptatlo                                                             | Recorde Mundial Master        |
| 2007 | Campeonato Mundial Master                 | Riccione, Itália            | 1º lugar            | Salto triplo / Heptatlo                                                             | —                             |
| 2009 | Campeonato Mundial Master                 | Lahti, Finlândia            | 1º lugar            | Salto triplo / Heptatlo                                                             | —                             |
| 2011 | Campeonato Mundial Master                 | Sacramento, Estados Unidos  | 4º lugar            | Arremesso de peso                                                                   | —                             |
| 2012 | Campeonato Sul-Americano Master           | Arequipa, Peru              | 1º lugar            | Salto triplo / 80m com barreiras / Arremesso de peso                                | Recorde Sul-Americano Master  |
| 2013 | Campeonato Mundial Master                 | Porto Alegre, Brasil        | 1º lugar            | Salto triplo                                                                        | —                             |
| 2014 | Campeonato Brasileiro de Atletismo Master | João Pessoa, Paraíba        | 1º lugar            | Salto Triplo                                                                        | 10,03 m                       |
| 2014 | Campeonato Brasileiro de Atletismo Master | João Pessoa, Paraíba        | 1º lugar            | Arremesso de peso                                                                   | 11,38 m                       |
| 2014 | Campeonato Sul-Americano Master           | Medellín, Colômbia          | 1º lugar            | Salto Triplo / 80m com barreiras / Arremesso de peso                                | —                             |

## Prêmios e homenagens
- Sua primeira medalha foi especial, pois simboliza o inicio de sua trajetória no atletismo.
- A medalha de participação nas Olimpíadas de Moscou 1980 é o marco da meta traçada por ela para atingir seu maior objetivo e, segundo ela, se parasse ali já estaria realizada.[7] Mas como o amor pelo esporte era maior, deu sequência no atletismo e participou de mais duas Olimpíadas – Los Angeles 1984 e Seul 1988.
- A medalha do Pan-Americano – Caracas 1983 marca o topo, o reconhecimento.
- Medalhas na participação nos onze Sul-Americanos, os quais conquistou o lugar mais alto do pódio:

1980
- Medalha de Honra ao Mérito – Presidente João Baptista Figueiredo.

2003
- Cartão de Prata - Izalene Tiene, prefeita de Campinas.

2006
- Diploma de Mérito Esportivo – Dário Saadi, presidente da Câmara Municipal de Campinas.

2011
- Prêmio Destaque Esportivo – Prefeitura Municipal de Campinas e Secretaria de Esportes e Lazer.